# Jakub Stepun
Jakub Stepun (ur. 30 sierpnia 2001 w Trzciance) – polski kajakarz, medalista mistrzostw Europy.

## Życiorys
Jest wychowankiem UKS Kajak Trzcianka, następnie został zawodnikiem AS AWF Poznań
Osiągał sukcesy w kategorii młodzieżowej. Na mistrzostwach świata U-23 w 2021 zdobył złoty medal w konkurencji K-1 200 metrów, na mistrzostwach świata w 2022 trzy złote medale: w konkurencji K-2 500 metrów (z Bartoszem Grabowskim, k-2 500 metrów mix (z Martyną Klatt) i K-4 500 metrów (z Bartoszem Grabowskim, Przemysławem Korsakiem i Wiktorem Leszczyńskim). Na mistrzostwach Europy U-23 w 2021 zdobył złoty medal w konkurencji K-1 200 metrów, na mistrzostwach Europy U-23 w 2022 złote medale w konkurencji K-1 200 metrów i K-2 500 metrów (z Bartoszem Grabowskim). 
W 2022 został wicemistrzem Europy seniorów konkurencji K-2 200 metrów (z Bartoszem Grabowskim. Jego najlepszy wynik na mistrzostwach świata seniorów to 4. miejsce w konkurencji K-1 200 metrów w 2021.
Na mistrzostwach Polski seniorów wywalczył cztery złote medale:
- 2019: K-4 1000
- 2021: K-1 200 m
- 2022: K-2 200 m (mix)
- 2023: K-2 200 m (mix)